# 一粒小麦

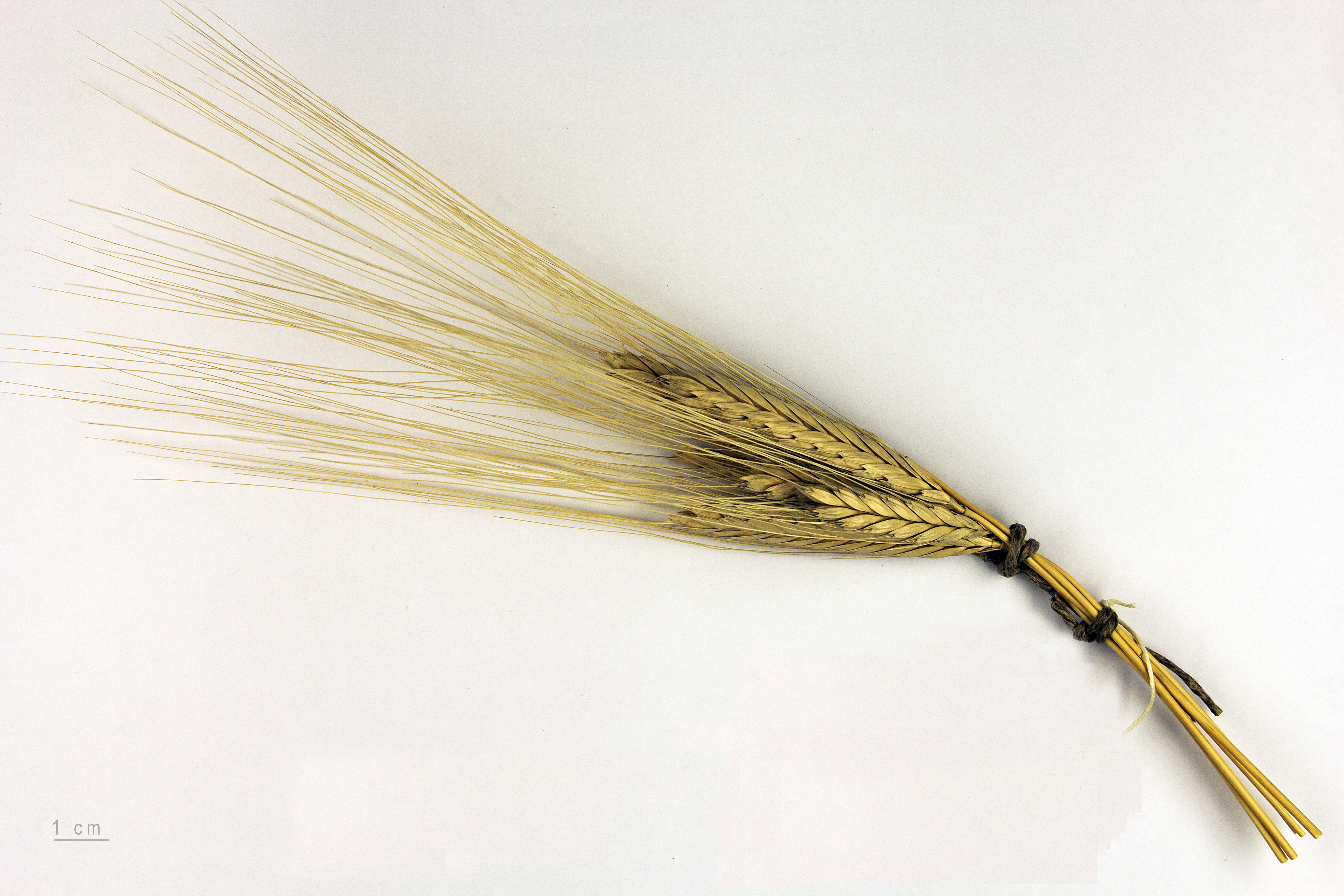
Triticum monococcum

單粒小麦（学名：Triticum monococcum）是小麦属中最原始的二倍体栽培种，野生的單粒小麦发现于新月沃土地区石器时代的遗址中，约公元前7000年左右在今土耳其东南部地区开始人工培育。單粒小麦的穗较小，麦粒排列紧密，扁平整齐。穗轴脆，易折断。晚熟，产量和品质都极差。可以做小麦種植资源。